# The Killing Fields (album)
Pour les articles homonymes, voir Killing Fields.
Albums de Mike Oldfield
Discovery
(1984) Islands
(1987)
The Killing Fields est un album composé par Mike Oldfield. Il constitue la bande originale du film La Déchirure (dont le titre original, The Killing Fields, a donné son nom à cet album). Il s'agit de la seule bande originale de film composée et éditée par Oldfield. En outre, c'est la première fois aussi qu'il s'essaie à cet exercice, malgré l'utilisation d'un court extrait de Tubular Bells dans le film L'Exorciste.

## Enregistrement
À l'origine, la musique devait être plus avant-gardiste. Cependant, les producteurs ont rejeté les premiers travaux d'Oldfield, qui s'est résolu à composer des morceaux plus conventionnels ; de plus, on note que la guitare est beaucoup moins présente qu'à l'accoutumée. Certains[Qui ?] voient The Killing Fields comme une version de travail de l'album Islands, de par son usage d'instruments asiatiques.
L'album est partagé entre deux types de pistes: en effet l'essentiel est très expérimental et électronique, et quatre pistes sont exclusivement acoustiques, réalisées par un orchestre et ayant un thème récurrent pathétique(1/4/8/15).
Tout comme Discovery, l'album a été enregistré en Suisse, mais aussi en Allemagne. Le morceau Etude est une reprise d'un morceau (Recuerdos de la Alhambra) de Francisco Tárrega ; quant à The Year Zero, il est composé par David Bedford.

## Track-list
| No  | Titre                                    | Durée |
| --- | ---------------------------------------- | ----- |
| 1.  | Pran's theme                             | 0:44  |
| 2.  | Requiem for a city                       | 2:11  |
| 3.  | Evacuation                               | 5:14  |
| 4.  | Pran's theme 2                           | 1:41  |
| 5.  | Capture                                  | 2:24  |
| 6.  | Execution                                | 4:47  |
| 7.  | Bad news                                 | 1:14  |
| 8.  | Pran's departure                         | 2:08  |
| 9.  | Worksite                                 | 1:16  |
| 10. | The year zero                            | 0:28  |
| 11. | Blood sucking                            | 1:19  |
| 12. | The year zero 2                          | 0:37  |
| 13. | Pran's escape/The Killing Fields         | 3:17  |
| 14. | The trek                                 | 2:02  |
| 15. | The boy's burial/Pran sees the red cross | 2:24  |
| 16. | Good news                                | 1:46  |
| 17. | Etude                                    | 4:37  |

## Personnel
- Mike Oldfield :  guitares (Gibson Les Paul Junior et SG Junior), synthétiseurs : Sequential Circuits Prophet 5, Oberheim OB-Xa, DMX & Roland VP 330, Fairlight CMI, ingénieur, producteur
- Preston Heyman : percussions orientales
- Morris Pert : percussions
- Eberhard Schoener : Direction des chœurs
- Tölzer Knabenchor : chœurs
- Orchestre de l'Opéra d'État de Bavière : orchestrations